# Darle al otoño un golpe de ventana para que el verano llegue hasta diciembre
Darle al otoño un golpe de ventana para que el verano llegue hasta diciembre, también conocido en francés como Donner a l'automne un coup de fenêtre pour que l'été s'allonge sur décembre es el décimo séptimo álbum de estudio de la banda chilena Quilapayún, publicado en 1980.

## Lista de canciones
| N.º | Título                                   | Letras                | Música                      | Duración |  |
| 1.  | «Entre morir y no morir»                 | Pablo Neruda          | S. Ortega & P. Rabbath */** | 04:20    |  |
| 2.  | «Balada del hombre que se calló la boca» | Juan Gelman           | Tata Cedrón                 | 02:42    |  |
| 3.  | «Playa del sur»                          | Pablo Neruda          | Hugo Lagos                  |          |  |
| 4.  | «Lunita de lejos»                        | Eduardo Carrasco      | Eduardo Carrasco            |          |  |
| 5.  | «Caminante, sigue»                       | Eduardo Carrasco      | Guillermo García            | 02:53    |  |
| 6.  | «Cuando Valparaíso»                      | Desiderio Arenas      | Pierre Rabbath *            |          |  |
| 7.  | «Memento»                                | Federico García Lorca | Gustavo Becerra             |          |  |
| 8.  | «Monólogo de la cabeza de Murieta»       | Pablo Neruda          | E. Carrasco & P. Rabbath *  |          |  |
| 9.  | «Locomotora»                             | instrumental          | Eduardo Carrasco            |          |  |
| 10. | «Niño araucano»                          | Sergio Ortega         | Sergio Ortega               |          |  |

* Orquestación y dirección de orquesta por Pierre Rabbath.
** Con la participación de Catherine Ribero.

## Créditos
Quilapayún
- Eduardo Carrasco
- Carlos Quezada
- Willy Oddó
- Rodolfo Parada
- Hernán Gómez
- Hugo Lagos
- Guillermo García
- Ricardo Venegas